# Georg Ferdinand Dümmler

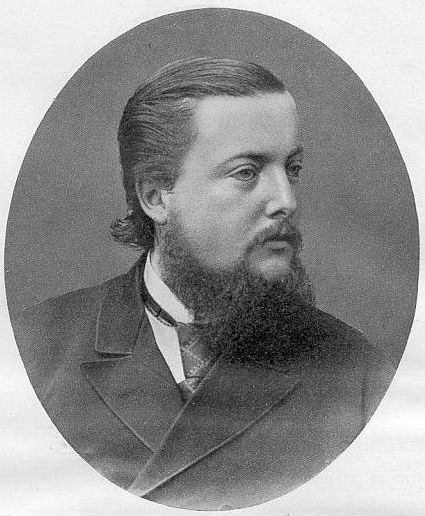
Ferdinand Dümmler. Foto aus den Imagines Philologorum von Alfred Gudeman (1911)

Ferdinand Dümmler, vollständiger Name Georg Ferdinand Dümmler, (* 10. Februar 1859 in Halle (Saale); † 15. November 1896 in Basel) war ein deutscher Klassischer Philologe und Archäologe.

## Leben

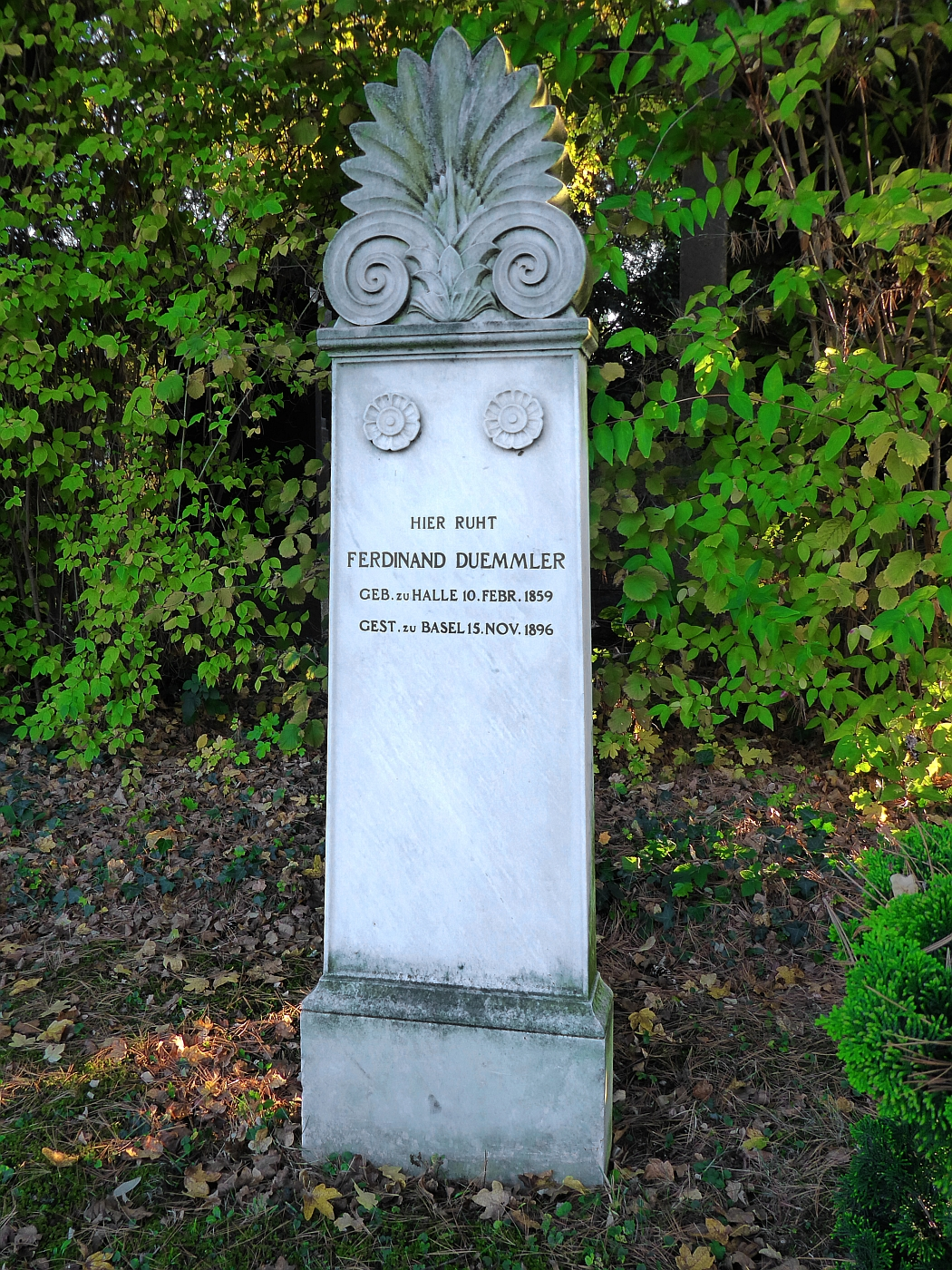
Grab auf dem Friedhof Wolfgottesacker, Basel

Ferdinand Dümmler wurde 1859 in Halle an der Saale geboren. Er war ein Enkel des Verlegers Ferdinand Dümmler. Ferdinand Dümmlers Vater Ernst Ludwig Dümmler wurde 1858 außerordentlicher Professor der Geschichte an der Universität Halle.
Dümmler studierte nach dem Schulabschluss 1877 die Fächer Klassische Philologie und Klassische Archäologie an den Universitäten Halle, Straßburg und Bonn. Am meisten beeinflussten ihn August Krohn (Halle) und Adolf Michaelis (Straßburg). In Bonn waren seine Lehrer Franz Bücheler, Hermann Usener und Reinhard Kekulé von Stradonitz. 1882 wurde Dümmler mit der Dissertation Antisthenica promoviert. Nach dem Studium unternahm er intensive Forschungsreisen in die Mittelmeerländer; zu seinen Förderern zählte der Archäologe Wolfgang Helbig. Nach Reisen in Griechenland und Italien reiste er 1885 zu den Ägäischen Inseln und nach Britisch-Zypern.
1887 kehrte Dümmler nach Deutschland zurück und erhielt eine Anstellung als Privatdozent an der Universität Gießen. Hier beschäftigte er sich wieder mit philologischen Themen und habilitierte sich 1889 mit der Schrift Akademika. Im Frühjahr 1890 nahm er einen Ruf an die Universität Basel als ordentlicher Professor der Philologie und Archäologie an (als Nachfolger von Jacob Achilles Mähly). Am 15. November 1896 starb er nach kurzer Krankheit an den Folgen jahrelanger Überarbeitung.
Seine letzte Ruhestätte fand er auf dem Friedhof Wolfgottesacker in Basel.